# Honduras aux Jeux paralympiques
Le Honduras a participé pour la première fois aux Jeux paralympiques aux Jeux paralympiques d'été de 1996 à Atlanta. Il n'a remporté aucune médaille dans cette compétition.   